# Podhorie (okres Banská Štiavnica)
Podhorie (Hongaars: Teplafőszékely) is een Slowaakse gemeente in de regio Banská Bystrica, en maakt deel uit van het district Banská Štiavnica.
Podhorie telt 802 inwoners.
Baďan · Banská Belá · Banská Štiavnica (hoofdstad) · Banský Studenec · Beluj · Dekýš · Ilija · Kozelník · Močiar · Počúvadlo · Podhorie · Prenčov · Svätý Anton · Štiavnické Bane · Vysoká